# Sara Lundblad
Sara Gustafva Lundblad, född 23 juni 1818 i Lunds domkyrkoförsamling, död 15 augusti 1902 i Helsingborgs stadsförsamling, var en svensk målare.
Hon var dotter till ryttmästaren vid Kronprinsens husarregemente Knut Lundblad och Cecilia Lundblad, född Tegman. Förutom en viss vägledning från sin mor studerade hon konst under två år för professor Christian Albrecht Jensen i Köpenhamn där hon också länge var bosatt. Hon medverkade i Konstakademiens utställning 1850, Wexjö konstförenings utställning 1855 och 1857, Norrlands och Dala konstförenings utställning i Gävle 1864 samt i Konstföreningen för södra Sveriges utställning 1877. Hon var representerad i Föreningen Svenska Konstnärinnors utställning på Konstakademien 1911. Hon räknas som en betydande konstnär men på grund av sin ytterliga tillbakadragenhet och anspråkslöshet blev hon inte uppmärksammad. Lundblad är representerad vid Nationalmuseum och flera andra offentliga samlingar.